# Maksim Bielajew
Maksim Władimirowicz Bielajew, ros. Максим Владимирович Беляев (ur. 24 sierpnia 1979 w Ust-Kamienogorsku, Kazachska SRR) – kazachski hokeista, reprezentant Kazachstanu.
Jego ojciec Władimir (ur. 1958) został trenerem hokejowym, a brat Dmitrij (ur. 1988) także hokeistą.

## Kariera
- Torpedo Ust-Kamienogorsk (1998–2003)
- Kazakmys Karaganda (2003–2005)
- Saławat Jułajew Ufa (2005–2007)
- Łada Togliatti (2007–2009)
- Barys Astana (2009)
- Kazcynk-Torpedo (2009–2010)
- Jugra Chanty-Mansyjsk (2010–2012)
- Amur Chabarowsk (2012)
- Jugra Chanty-Mansyjsk (2012–2013)
- Kazcynk-Torpedo (2013-2014)
- HK Riazań (2014-2015)
- Saryarka Karaganda (2015-2016)
- Kazcynk-Torpedo (2016-2017)
- Jertys Pawłodar (2017-2018)
- Saryarka Karaganda (2018/2019)

Wychowanek Torpedo Ust-Kamienogorsk. Od maja do października 2012 zawodnik Amuru Chabarowsk. Od sierpnia 2013 ponownie zawodnik macierzystego klubu, pod nazwą Kazcynk-Torpedo. Od maja 2015 zawodnik Saryarki Karaganda. Od maja 2016 ponownie zawodnik Torpedo.
Uczestniczył w turniejach mistrzostw świata w 2006, 2008, 2009, 2011, 2013.

## Sukcesy
Reprezentacyjne
- Złoty medal zimowych igrzysk azjatyckich: 2011
- Awans do MŚ Elity: 2009, 2011, 2013

Klubowe
- Złoty medal mistrzostw Kazachstanu: 2000, 2001, 2002, 2003 z Torpedo
- Brązowy medal mistrzostw Kazachstanu: 2004 z Kazakmysem
- Srebrny medal mistrzostw Kazachstanu: 2005 z Kazakmysem
- Puchar Kazachstanu: 2005 z Kazakmysem